# Gélon II
Gélon II (né avant 266 av. J.-C. à Syracuse et mort en 216 av. J.-C. à Syracuse) est le fils du roi Hiéron II de Syracuse.

## Famille
Il est le fils de Hieron II, tyran de Syracuse, lui même descendants de Gélon I; et de son épouse Philistis, descendante de l'historien Philistos et du général Leptines. Il à deux sœurs, Demarate et Heracleia, toute deux massacrées par les Syracusain en -214.  
Gélon II épouse Néréis d'Épire, une fille de Pyrrhus II, roi d'Épire. Elle lui donne un fils, Hiéronyme, et une fille, Harmonia.

## Biographie
Il hérite probablement du caractère prudent et sacrifie ses ambitions personnelles. Il a probablement reçu le titre de tyran de Syracuse en 240 av. J.-C., aux côtés de son père Hiéron II de Syracuse,. Archimède mentionne cette dernière information dans son traité, L'Arénaire en parlant de roi de Syracuse.
Dans son Histoire de Rome depuis sa fondation, Tite-Live affirme que Gélon II souhaite abandonner l'alliance avec Rome après la défaite de ces derniers à la bataille de Cannes contre l'armée d'Hannibal Barca lors de la deuxième guerre punique. D'après Tite-live, il n’a pas pu le faire en raison de sa mort prématurée et que sa disparition aurait servi de mauvais présage pour Hiéron II.

## Annexe